# Вітер диявола
Диявольський вітер (англ. Devil wind, також зустрічається варіант англ. Blowing from guns, досл. «розвіювання гарматами») — назва типу смертної кари, що полягав у прив'язуванні засудженого до жерла гармати і пострілі з неї крізь тіло жертви (як ядром, так і «холостим» зарядом пороху).

## Історія виникнення

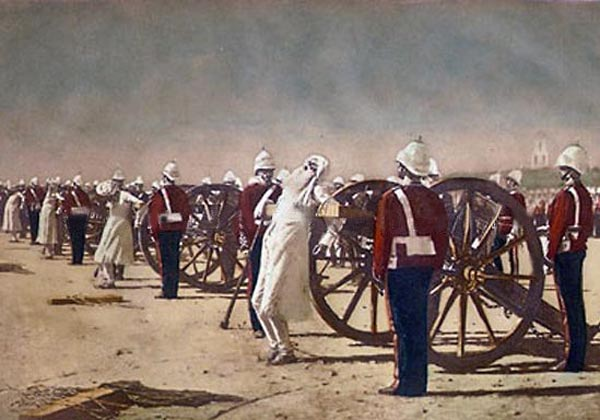
Страта лідерів повстання сипаїв за допомогою «диявольського вітру». Картина В. Верещагіна, 1884

Цей тип страти був розроблений британцями під час Повстання сипаїв (1857–1858) і активно застосовувався ними до заколотників.
Василь Верещагін, який вивчав застосування цієї страти перед написанням своєї картини «Придушення індійського повстання англійцями» (1884 рік), у своїх спогадах писав наступне:
Сучасна цивілізація скандалізувалась головним чином тим, що турецька розправа проводилася близько, в Європі, а потім і засоби вчинення звірств надто нагадували тамерланівські часи: рубали, перерізали горло, як у баранів. 
 Інша річ у англійців: по-перше, вони творили справу правосуддя, справа відплати за зневажені права переможців, далеко, в Індії, по-друге, робили справу грандіозно: сотнями прив'язували обурених проти їхнього панування сипаїв і не сипаїв до жерл гармат і без снаряда, одним порохом, розстрілювали їх — це вже великий успіх проти перерізування горла чи розрізання живота. <…> Повторюю, все робиться методично, по-хорошому: гармати, скільки їх трапиться числом, шикуються в ряд, до кожного дула не кваплячись підводять і прив'язують за лікті по одному більш-менш злочинному індійському громадянину, різного віку, професій і каст, і потім по команді всі гармати стріляють разом. — В. Верещагін. Скобелєв. Російсько-турецька війна 1877-1878 рр.. у спогадах В.В. Верещагіна.
Особливий жах даного типу кари для засуджених полягав у тому, що «Диявольський вітер» неминуче розривав тіло жертви на шматки, що у світлі релігійних та громадських традицій Індії мало дуже негативні наслідки для розстрілюваного. У спогадах Верещагіна вказується:
 Смерті цієї вони не бояться, і страта їх не лякає, та чого вони уникають, чого бояться, так це необхідність постати перед вищим суддею в неповному, понівеченому вигляді, без голови, без рук, з недоліком членів, а це саме не тільки ймовірно, але навіть неминуче при розстрелюванні з гармат. <…> 
 Чудова подробиця: у той час як тіло розлітається на шматки, всі голови, відірвавшись від тулуба, спірально летять догори. Природно, що ховають потім разом, без строго розбору того, якому саме з жовтих джентльменів належить та чи інша частина тіла. Ця обставина, повторюю, дуже лякає тубільців, і воно було головним мотивом введення страти розстрілюванням з гармат в особливо важливих випадках, як, наприклад, при повстаннях. 
 Європейцеві важко зрозуміти жах індійця високої касти при необхідності лише торкнутися побратима нижчої: він повинен, щоб не закрити собі можливість врятуватися, омиватися і приносити жертви після цього без кінця. Жахливо вже й те, що за сучасних порядків доводиться, наприклад, на залізницях сидіти лікоть до ліктя і з кожним, — а тут може статися, ні більше, ні менше, що голова браміна при трьох шнурах ляже на вічний спокій близько хребта парії — бррр! Від однієї цієї думки здригається душа найтвердішого індуса! 
 Кажу це дуже серйозно, в повній впевненості, що ніхто з тих, хто побував у тих країнах або неупереджено ознайомився з ними за описами не буде суперечити мені. — В. Верещагін. Скобелєв. Російсько-турецька війна 1877-1878 рр.. у спогадах В.В. Верещагіна.

## Страта в культурі
- У романі Жюля Верна «Паровий будинок» індуси збиралися стратити полковника Мунро, прив'язавши його до жерла гармати і вистріливши з неї. Там же присутні такі рядки: «- Мунро, — продовжував набоб, — один з твоїх предків, Гектор Мунро, перший раз наважився застосувати цю страшну кару, яка у війну 1857 прийняла такі страшні розміри!»
- У романі Р. Сабатіні «Одіссея капітана Блада» головний герой, капітан Блад, наказує прив'язати полоненого іспанського кабальєро дона Дієго де Еспіноса до жерла гармати, щоб змусити сина останнього виконати свої умови. Сабатіні описує цей епізод так: 
 «Дон Дієго, прив'язаний до жерла гармати, несамовито обертав очима, проклинаючи капітана Блада. Руки іспанця були заведені за спину і туго стягнуті мотузками, а ноги прив'язані до станини лафета. Навіть безстрашна людина, сміливо дивився в обличчя смерті, може жахнутися, точно дізнавшись, який саме смертю йому доведеться вмирати. 
 На губах у іспанця виступила піна, але він не переставав клясти і ображати свого мучителя: 
 — Варвар! Дикун! Проклятий єретик! Невже ти не можеш прикінчити мене як-небудь по-християнськи?».
- Страту «Диявольський вітер» зображено на картині В. Верещагіна «Придушення індійського повстання англійцями» (1884 рік) (див. вище)
- Страта сипаїв зображена у фільмі «Капітан Немо».